# Coco Yoshizawa
Coco Yoshizawa (japanisch 吉沢 恋 Yoshizawa Koko; geb. am 22. September 2009 in der Präfektur Kanagawa) ist eine japanische Skateboarderin. Sie gewann bei den Olympischen Sommerspiele 2024 die Goldmedaille in der Disziplin Street.

## Werdegang
Im Alter von sieben Jahren fing Yoshizawa mit dem Skateboarden an. Während des Lockdowns in der Corona-Pandemie entwickelte sie zunehmend Interesse am Sport und trainierte täglich fünf Stunden lang mit Unterstützung ihres Vaters in einem öffentlichen Park.
Im Alter von 11 Jahren schaute sie sich 2021 die Olympischen Spiele in Tokio an und sah, wie die 13-jährige Momiji Nishiya die Goldmedaille mit einem Trick gewann, den Yoshizawa bereits beherrschte. So begann sie nach diesen Olympischen Spielen damit, in Turnieren zu starten, und nahm im gleichen Jahr an den Japanischen Nationalen Meisterschaften teil, mit Platz 5. In 2022 bestritt sie die Japan Open und errang dort den achten Platz. Dann folgten der zweite Platz beim Turnier namens Uprising Tokyo in 2023 und schließlich Platz fünf bei der Weltmeisterschaft später im selben Jahr.
2024 gewann sie Bronze bei der World Skateboarding Tour in Dubai, wo sie in der Disziplin Street Skating antrat. Es folgte die Olympische Qualifikationsserie, in der sie in der ersten Austragung Dritte wurde und bei der zweiten Austragung als Erste abschloss, was ihr die Qualifikation für die Olympischen Sommerspiele 2024 in Paris sicherte, die sie im Alter von nun 14 Jahren absolvierte. Yoshizawa errang dort die Goldmedaille mit einem fast perfekten Big Spin Flip Frontside Boardslide bei ihrem vierten Trick, wofür sie eine Punktezahl von 96,46 erhielt, die sie an die Spitze der Rangliste brachte.